# Joseph Joos

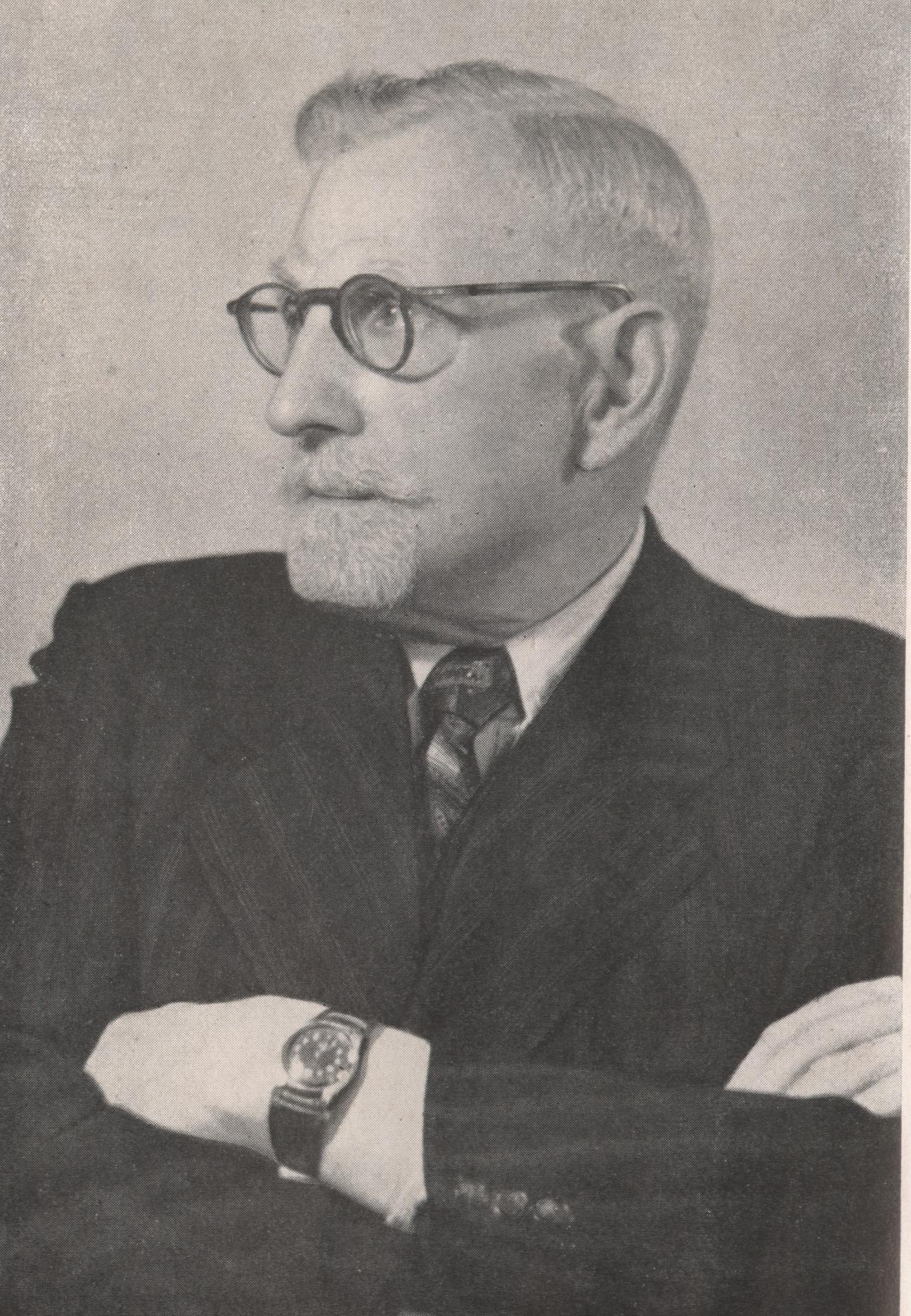
Joseph Joos, Reichstagsabgeordneter, Zentrum

Joseph Joos, auch Josef, (* 13. November 1878 in Winzenheim, Kreis Colmar; † 11. März 1965 in St. Gallen, Schweiz) war ein deutscher Journalist und Politiker (Zentrum).

## Leben und Beruf
Nach dem Besuch der Volksschule in Mülhausen und einer Modelltischlerlehre ging Josef Joos 1901 als Redakteur zur Ober-Elsässischen Landeszeitung. Der überzeugte Katholik bildete sich 1903 durch einen Kursus beim Volksverein für das katholische Deutschland in Mönchengladbach weiter und wurde Schriftleiter bei der Westdeutschen Arbeiterzeitung, dem auflagenstarken Organ der katholischen Arbeitervereine (später KAB). 1905 wurde Joos Redaktionsleiter. Im Ersten Weltkrieg sprach er sich für eine Demokratisierung aus. Seit 1919 war der Elsässer verstärkt politisch tätig. Als Reichstagsabgeordneter war er für seine pointierten Reden bekannt. So setzte er sich in der 18. Sitzung der 5. Wahlperiode mit seinem evangelischen Kollegen Bruno Doehring auseinander:
„Das ist mir gar nicht sympathisch. Ich will Ihnen auch sagen, warum. Denn der Herr Kollege Doehring leidet an einer unheilbaren Sache, nämlich an dem, was wir den ‚antirömischen Affekt‘ nennen. [Große Heiterkeit] Für ihn, den Herrn Kollegen Doehring, ist der Katholik schon darum ein schlechter Deutscher, weil er Katholik ist. [Widerspruch und Rufe: Unerhört! von den Deutschnationalen] Herr Kollege Doehring, in diesem Punkte wahren Sie eine Geschichtstreue, [Zustimmung im Zentrum; Zuruf von den Deutschnationalen: Sie müssen Zentrum und Katholik auseinanderhalten!] allerdings eine Treue an die dunkelsten Jahre der nationalen Entwicklung.“
Die katholischen Arbeitervereine, die sich schon früh gegen den Nationalsozialismus engagierten, wurden während der NS-Diktatur zunehmend bedrängt, schließlich verboten. Joos fand eine Arbeit bis 1940 in Köln in der Männerseelsorge, wurde aber 1940 nach Denunziation wegen seiner Kontakte zum Widerstand verhaftet, nachdem man ihm als gebürtigem Elsässer schon 1938 die deutsche Staatsangehörigkeit entzogen hatte.
Vom Kölner Gefängnis kam Joos im August 1940 ins Internierungslager auf der Wülzburg, im Juli 1941 ins Gestapo-Gefängnis Nürnberg, anschließend in das KZ Dachau. Er gehörte zu 141 prominenten KZ-Häftlingen, die in die „Alpenfestung“ transportiert wurden und in Niederdorf im Südtirol im Mai 1945 aus den Händen der SS befreit wurden. Aufgrund seines Geburtsorts nach Frankreich entlassen, kehrte Joos 1949 nach Deutschland zurück, erhielt aber die deutsche Staatsbürgerschaft nicht zurück. Bis 1960 lebte er in Fulda, wo er für die katholische Männerseelsorge arbeitete und Berater der KAB war. 1960 übersiedelte er krankheitsbedingt in die Schweiz.
Joos war Ehrenmitglied der katholischen Studentenverbindungen Semnonia Berlin und Ravensberg Münster im Kartellverband katholischer deutscher Studentenvereine.
1954 wurde er von Kardinal-Großmeister Nicola Kardinal Canali zum Ritter des Ritterordens vom Heiligen Grab zu Jerusalem ernannt und am 8. Dezember 1954 im Kölner Dom durch Lorenz Jaeger, Großprior der deutschen Statthalterei, investiert.

## Öffentliche Ämter
Joseph Joos kam als Vertreter des katholischen Arbeiterflügels im Januar 1919 für das Zentrum in die Weimarer Nationalversammlung, wobei er bereits seit 1911 im Provinzialvorstand der rheinischen Zentrumspartei tätig war. Er gehörte dem Reichstag bis zum November 1933 an. Er gehörte zu den bekanntesten Zentrumspolitikern der Weimarer Zeit, was sich auch in zahlreichen Ämtern niederschlug.
- 1920 Beisitzer im Reichsparteivorstand des Zentrums, 1928–1933 stellvertretender Parteivorsitzender
- 1922 2. Präsident des 62. Deutschen Katholikentages in München, 1. Vorsitzender des Windthorstbundes, der Jugendorganisation der Zentrumspartei
- 1926–1932 Mitglied des Bundesvorstandes des Reichsbanners Schwarz-Rot-Gold
- 1927 Vorsitzender des Reichsverbandes katholischer Arbeiter- und Arbeiterinnenvereine
- 1928 Vorsitzender der katholischen Arbeiterinternationale
- 1928 Mitglied des engeren Vorstands des Volksvereins für das katholische Deutschland
- 1928 unterlag er bei der Wahl zum Parteivorsitzenden der Zentrumspartei
- 1933 schied er aus dem Vorstand des Zentralkomitees der deutschen Katholiken (ZdK) aus

Joos wandte sich 1933 gegen die Zustimmung des Zentrums zum Ermächtigungsgesetz, beugte sich aber der Fraktionsmehrheit und stimmte daher im Reichstag zu.